# 高雄鋼鐵人
高雄鋼鐵人（英語：Kaohsiung Steelers）為臺灣職業籃球隊，以高雄市作為球隊所在地，並以會員身份參與P. LEAGUE+（PLG）賽事，球隊主場館為高雄流行音樂中心海音館與高雄市立高雄高級中學體育館。
鋼鐵人成立於2021年，在2021-22賽季加盟P. LEAGUE+。並於2024-25賽季後解散。

## 歷史

### 2021年
2021年4月30日，P. LEAGUE+（PLG）執行長陳建州在2021-22賽季新球隊加盟意向書繳交期限當天表示，已經收到代表新北市與高雄市兩支球隊的加盟意向書以及企劃書。5月12日，聯盟通過新北市與高雄市球隊第一階段資格審查。5月21日，聯盟通過新北國王與高雄鋼鐵人兩支球隊加盟事宜。5月25日，球團表示「高雄鋼鐵人」正式成軍，以高雄市鳳山體育館作為球隊主場，領隊由吳同喬擔任，鄭明元則擔任總經理。6月11日，鋼鐵人宣佈總教練由貝瑞（DeMarcus Berry）擔任。6月18日，鋼鐵人宣佈洪啟超擔任教練。6月28日，「高雄育樂股份有限公司」核准設立，董事長為鄭明元，監察人為杜正忠。7月5日，鋼鐵人宣佈鄒華恭擔任助理教練。8月1日，陳冠豪確定出任新任領隊。10月4日，董事長改由黃哲寬接任，由陳韋翰擔任監察人。10月18日，領隊吳同喬宣佈辭去職務；新任總經理張至言在聯盟開季記者會亮相，原任總經理鄭明元已轉任發展顧問。11月13日，球隊啦啦隊「鋼鐵女神雅典娜」與吉祥物「艾恩」在聯盟熱身賽中亮相。

### 2022年
2022年3月19日，鋼鐵人宣布解除貝瑞（DeMarcus Berry）的總教練職務，暫時由洪啟超代理。3月下旬，鋼鐵人在2022年俄羅斯入侵烏克蘭之際資助烏克蘭國家男子籃球隊三名隊職員與一名眷屬抵臺躲避戰火。4月16日，鋼鐵人成為P. LEAGUE+第一支確定無緣2022年季後賽的球隊。4月28日，鋼鐵人宣布聘請格魯諾維奇（Slavoljub Lale Gorunovic）擔任首席助理教練；由格魯諾維奇執教球隊。5月27日，鋼鐵人確定例行賽排名第五。7月19日，鋼鐵人宣布鄭志龍出任籃球事務營運長一職，首席助理教練格魯諾維奇升任總教練。7月27日，鋼鐵人宣布高景炎出任總經理。10月4日，鋼鐵人宣布米洛斯（Milos Acimovic）擔任首席體能教練；黃鈺竣出任首席防護師；馬鐵（Mateja Gorunovic）擔任訓練員。10月13日，鋼鐵人宣布獲得「17直播」冠名贊助更名為「高雄17直播鋼鐵人」。10月28日，鋼鐵人宣布與總教練格魯諾維奇協議後解除其職務，由助理教練洪啟超暫代兵符。11月10日，鋼鐵人宣布莫銳出任總教練職務。12月29日，鋼鐵人宣布解除莫銳的總教練職務，由助理教練洪啟超暫代兵符。

### 2023年
2023年1月7日，鋼鐵人宣布總教練職務由籃球事務營運長鄭志龍兼任。5月14日，鋼鐵人頑強奮戰到最後一刻仍以89：92不敵夢想家，連續兩年例行賽排名第五，與季後賽緣慳一面。7月4日，鋼鐵人宣布邱大宗接掌總教練職務，鄭志龍專任籃球事務營運長的職位。8月17日，鋼鐵人表示領隊陳冠豪已於6月中請職。

### 2024年
2024年5月19日，鋼鐵人例行賽最終戰89：90敗給領航猿，全季9勝31敗勝率0.225打破聯盟最差戰績紀錄。7月25日，鋼鐵人宣布由劉文和擔任首席助理教練。9月12日，鋼鐵人宣布高景炎卸任總經理職務。10月4日，聯盟副會長陳建州表示新賽季鋼鐵人主場館改為高雄市立高雄高級中學體育館。10月30日，鋼鐵人宣布前兩場主場賽事在高雄流行音樂中心海音館舉行。

### 2025年
2025年3月15日，隨著勇士主場擊敗台鋼獵鷹鎖定最後一張季後賽門票，鋼鐵人也確定連續兩季例行賽墊底，並且連續四年無緣季後賽。5月底，總教練邱大宗合約到期。6月5日，邱大宗卸任總教練職務。

## 歷年戰績
以下列出球隊過去在P. LEAGUE+的戰績。
| 聯盟總冠軍 | 晉級季後賽 |

| 賽季    | 聯盟 | 例行賽 | 例行賽 | 例行賽 | 例行賽 | 例行賽 | 季後賽 |
| 賽季    | 聯盟 | 名次   | 已賽   | 勝場   | 敗場   | 勝率   | 季後賽 |
| ------- | ---- | ------ | ------ | ------ | ------ | ------ | ------ |
| 2021-22 | PLG  | 5 / 6  | 29     | 9      | 20     | .310   |        |
| 2022-23 | PLG  | 5 / 6  | 40     | 17     | 23     | .425   |        |
| 2023-24 | PLG  | 6 / 6  | 40     | 9      | 31     | .225   |        |
| 2024-25 | PLG  | 4 / 4  | 24     | 2      | 22     | .083   |        |

## 主場館
高雄鋼鐵人從2021年起使用高雄市鳳山體育館作為球隊主場。2024-25賽季主場改使用高雄市立高雄高級中學體育館，前兩場主場賽事在高雄流行音樂中心海音館舉行。

## 資金疑雲
2021年10月25日，臺灣媒體《鏡週刊》報導稱高雄鋼鐵人高層目前為香港無極資本公司人馬，有陸資入主鋼鐵人的疑慮；鋼鐵人回應黃哲寬現在人在臺灣，且是以個人名義用自己賺的錢入主，而包含將新任的個人股東在內的全部股東都是臺灣人，没有任何外國資金。
11月7日，臺灣媒體《上報》報導稱鋼鐵人的董事長黃哲寬並未對球隊投入資金持股，球隊最大股東的資金來源來自前中國大陸商人、香港無極資本公司負責人錢濤，而香港無極資本公司至美國設立母公司再到臺灣開設分公司，被質疑與許多陸資為了規避法規將資金引入臺灣的手法相似。
11月8日，鋼鐵人回應黃哲寬所任職的香港無極資本公司並未投資球隊，另稱中華民國政府相關部門應已在第一時間啟動調查媒體質疑陸資的問題；臺灣媒體《上報》引述高雄市政府運動發展局長侯尊堯道，高雄市政府與鋼鐵人尚未達成任何合作協議，而鋼鐵人一直向高雄市政府提交不全的資料，也未如實提供重組後的股東名單，若資金真的存有疑慮可能導致被限制租借高雄市鳳山體育館。
2022年7月，錢濤表示為了幫大舅子陳韋翰圓夢，共挹注鋼鐵人達新臺幣5000萬元，成為鋼鐵人最大債權人。
2023年6月2日，鋼鐵人宣布在林書豪加盟時增資案已獲得投審會審批通過，投資人錢濤正式成為鋼鐵人股東。

## 外部連結
- 官方网站
- 高雄鋼鐵人的Facebook專頁
- 高雄鋼鐵人的Instagram帳戶
- 高雄鋼鐵人的Threads
- YouTube上的高雄鋼鐵人頻道
- 高雄鋼鐵人在P. LEAGUE+的資訊